# Orvosi székfű
Az orvosi székfű vagy kamilla (Matricaria chamomilla) az őszirózsafélék (Asteraceae) családjába tartozó gyógynövény. Egyéb elnevezései: német kamilla, Szent-Iván pipitér, nemes pipitér, pipitér, anyafű, szikfű, szüzekanyja, bubulyka. A pipitér név megtévesztő lehet, mert a botanikai szakirodalom a közeli rokon Anthemis nemzetséget nevezi így. Gyakran összetévesztik a római kamillával. Illóolaját felhasználják az élelmiszeriparban, a kozmetikai iparban, az illatszeriparban és a gyógyszeriparban.
2015-ben az alföldi kamillavirágzat bekerült a hungarikumok közé.

## Előfordulása
A Földközi-tenger keleti medencéje körüli területről származik. A mérsékelt övben az egész világon elterjedt.
Mezőkön, útszéleken, parlagokon általában nagyobb tömegben fordulhat elő. A világ több országában termesztik: a legfontosabb termesztő országok közé tartozik Argentína, Bulgária, Egyiptom és Magyarország, kisebb mértékben termesztik Csehországban, Németországban és Spanyolországban is.

## Jellemzői
Egy-, néha kétéves 10–40 cm magas, gyéren elágazó, melegigényes növény. A levelek szórt állásúak, kopaszok, sallangosan szeldeltek, a sallangok keskeny fonalasak. A végálló fészek 1,5–2,5 cm széles, a fészekpikkelyek zöldes színűek, sötétebb széllel. A szélső, nyelves virágok fehér színűek, levágott, olykor kicsípett csúcsúak, éretten visszahajlók. A csöves virágok sárgák. A kamilla fontos ismertetőjegye, hogy virágzás végén a virágzati vacok kúpos és belül üreges. Termése szürkésfehér kaszat. Az egész növény jellegzetes illatú.
Általában a kamilla virágos részét használják fel illóolaj kinyerésére, habár kisebb mennyiségben a növény egyéb részei is tartalmaznak olajat. A kamilla szárában, leveleiben, gyökerében lévő illóolaj összetétele nem egyezik meg a kamilla virágos részéből kinyert olajéval.

## Gyűjtése, termesztése
Üzemi körülmények közötti termesztési technológiáját – több más növénnyel együtt – a mezőgazdasági növénytan és a gyógynövénykutatás egyik magyarországi úttörője, Kerekes József dolgozta ki az 1970-es években. Begyűjtése vadon termő és termesztett állományból egyaránt történik.
Virágait akkor gyűjtik, amikor fehér nyeles virágszirmai vízszintesen állnak (a kamillamező fehér színű). Frissen és szárítva is használható.
Az orvosi székfű nemesítése Magyarországon az 1960-as években kezdődött; több államilag elismert fajtája is volt. Sárkány Sándorné, Sváb Jánosné Teleki Judit, valamint Tyihák Ernő kamillanemesítési törekvései nyomán megszületett a „Budakalászi 2” fajta, ami 1970-ben állami elismerésben is részesült. Később a Kerekes József nevéhez fűződő „Soroksári 40” kamillafajta lett bejegyezve. A 2000-es években az Országos Mezőgazdasági Fajtaminősítő Bizottság által mindkét kamillafajta visszavonásra került, melynek egyik lehetséges oka a fajtafenntartási költségek megemelkedése volt.

## Hatóanyagok
Virágzatának hatóanyagai: illóolaj, amely szürkéskék színű a lepárlás alatt képződő kamazuléntől. A kamillaolaj összetevőinek zöme a szeszkviterpének közé tartozik (bizaboloidok, bizabolol-oxidok), de találhatóak benne poliacetilén-származékok is (pl. en-in-dicikloéter). Nem illékony hatóanyagok a flavonoidok, ezek glikozidjai, kumarinok, pektinszerű nyálkaanyagok.

## Gyógyászati felhasználása
A népi gyógyászatban rendkívül széleskörűen használják az orvosi székfüvet különböző betegségek, problémák és tünetek kezelésére. Alkalmazzák asztmára, hólyagbántalmakra, hörghurutra, bőrkeményedésre, tyúkszemre, megfázásra, bélgörcsre, szédülésre, fejfájásra, fülfájásra, aranyérre, vérzéscsillapításra, gyulladásokra, álmatlanságra, sárgaságra, fogfájásra, sebkezelésre, migrénre, fájdalomcsillapításra, veseproblémákra, vastagbélgyulladásra, menstruációs problémákra, szemmel kapcsolatos problémákra, léppel kapcsolatos problémákra, emésztési problémákra, idegrendszeri betegségek kezelésére, elvonási tünetek csillapítására, görcs ellen, korpásodás ellen, paraziták ellen, valamint étvágygerjesztőként.
Bár régebben szembetegségekre, sűrű szűrőn átszűrve, mind gyulladásgátló borogatásként, mind lemosószerként használták, a kamilla allergiát – és így önmagában is kötőhártya-gyulladást – okozhat, ezért ma már ilyen módon ritkábban alkalmazzák, sőt ellenjavallt.
A gyógyászatban virágzatát és annak kivonatait alkalmazzák. Teája nemcsak a légutakat tisztítja, hanem gyulladásgátló, nyugtató anyagokat is tartalmaz. Gyulladáscsökkentő, görcsoldó, idegnyugtató, gyomor-, bél-, hólyag- és epezavaroknál, valamint sebkezelésre, arc- és hajápolásra is javasolják.
A VIII. Magyar Gyógyszerkönyvben szereplő drogjai: virágzata (Matricariae flos), annak folyékony kivonata (Matricariae extractum fluidum), illóolaja (Matricariae aetheroleum). Virágzatát a gasztronómiában teaként, vagy kandírozva is felhasználják. Az Európai Gyógyszerügynökség (EMA) a kamillavirágzat hagyományos, népi gyógyászati felhasználásaként a megfázás tüneteinek enyhítését, enyhe emésztőszervi panaszok (pl. puffadás) csökkentését, afták, illetve enyhe bőr- és nyálkahártya-irritációk (pl. napégés) kezelését említi.

## Képek

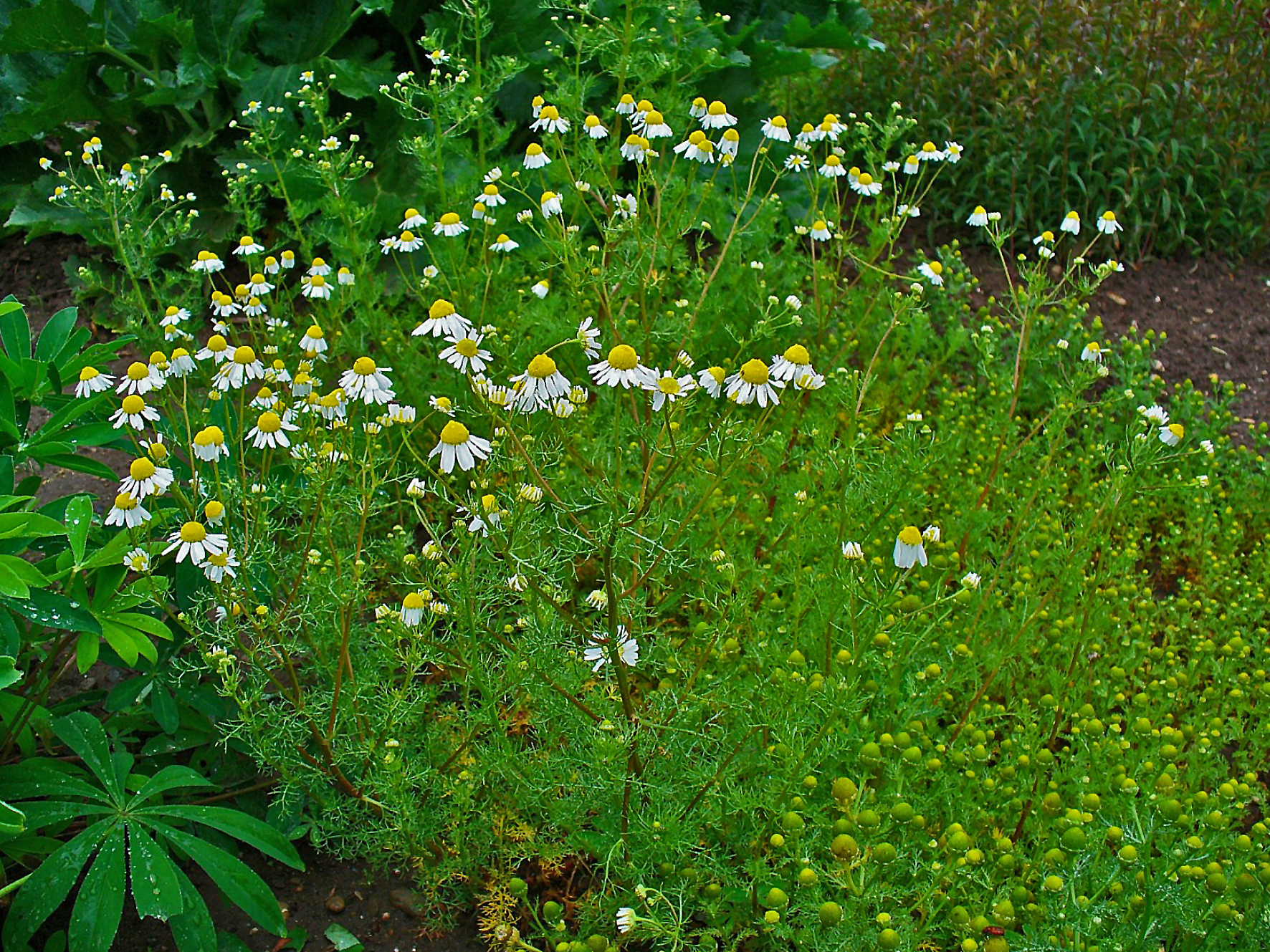
Kamilla
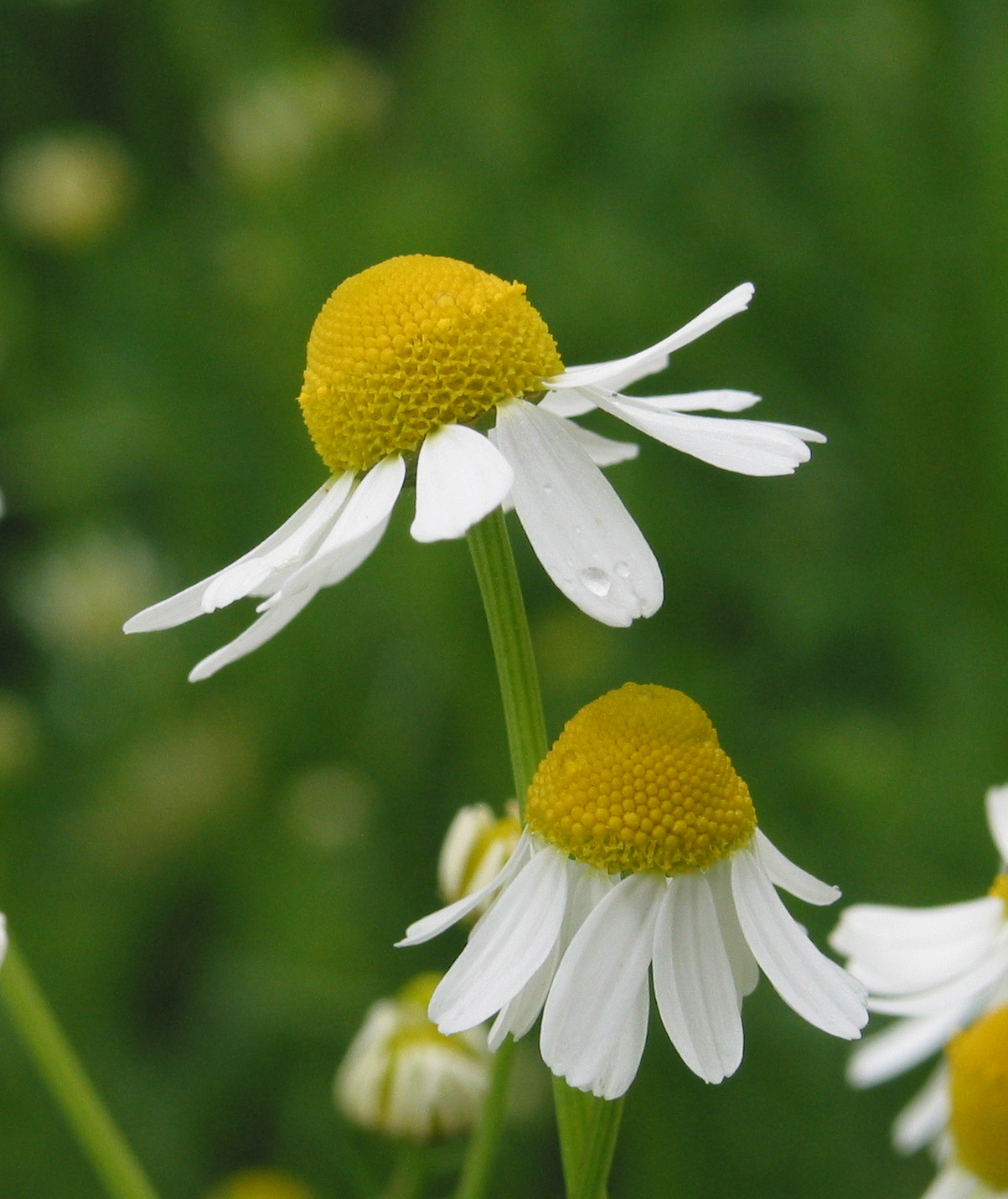
Virágzata
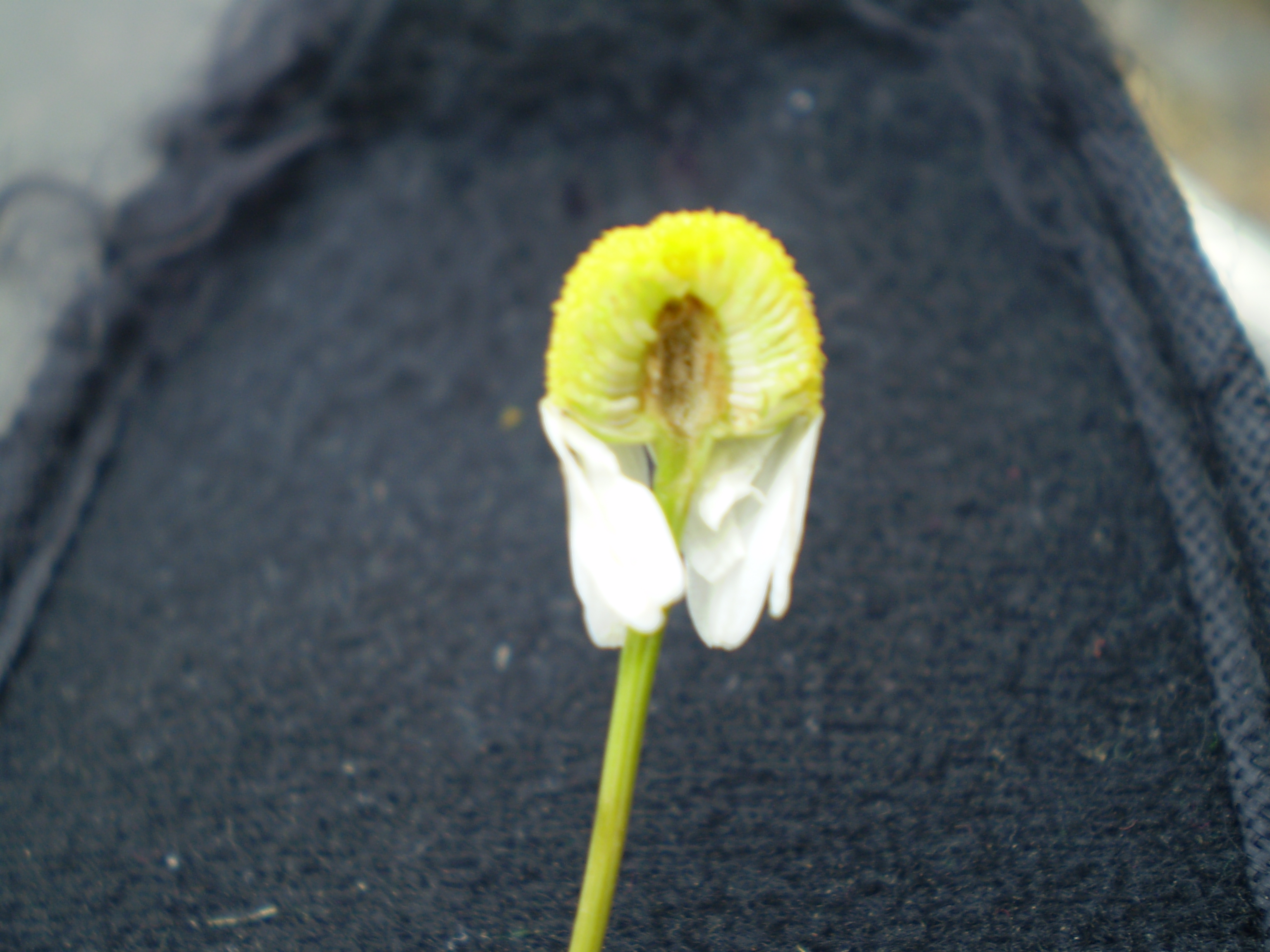
Félbevágott virágzata
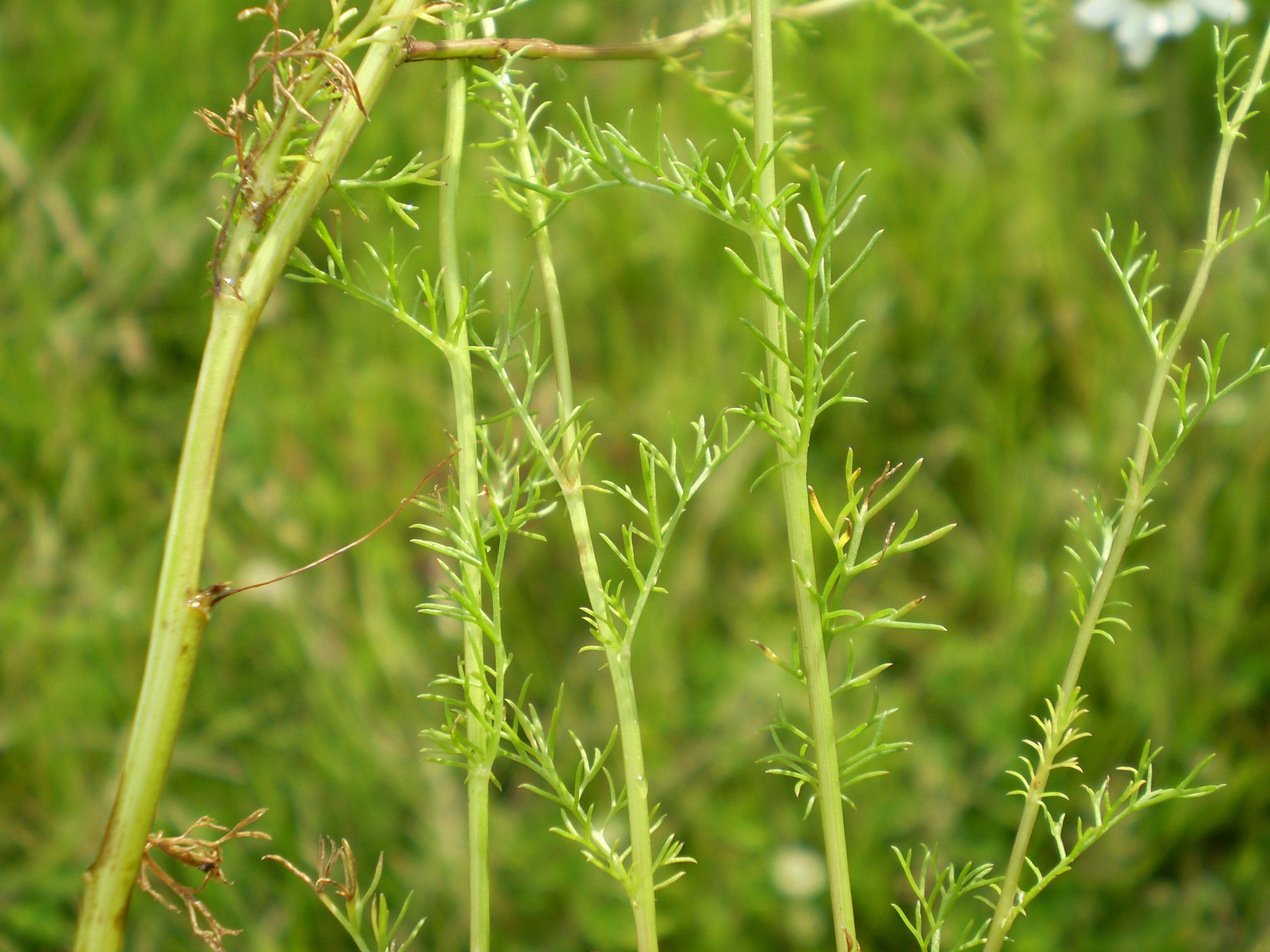
Levelei
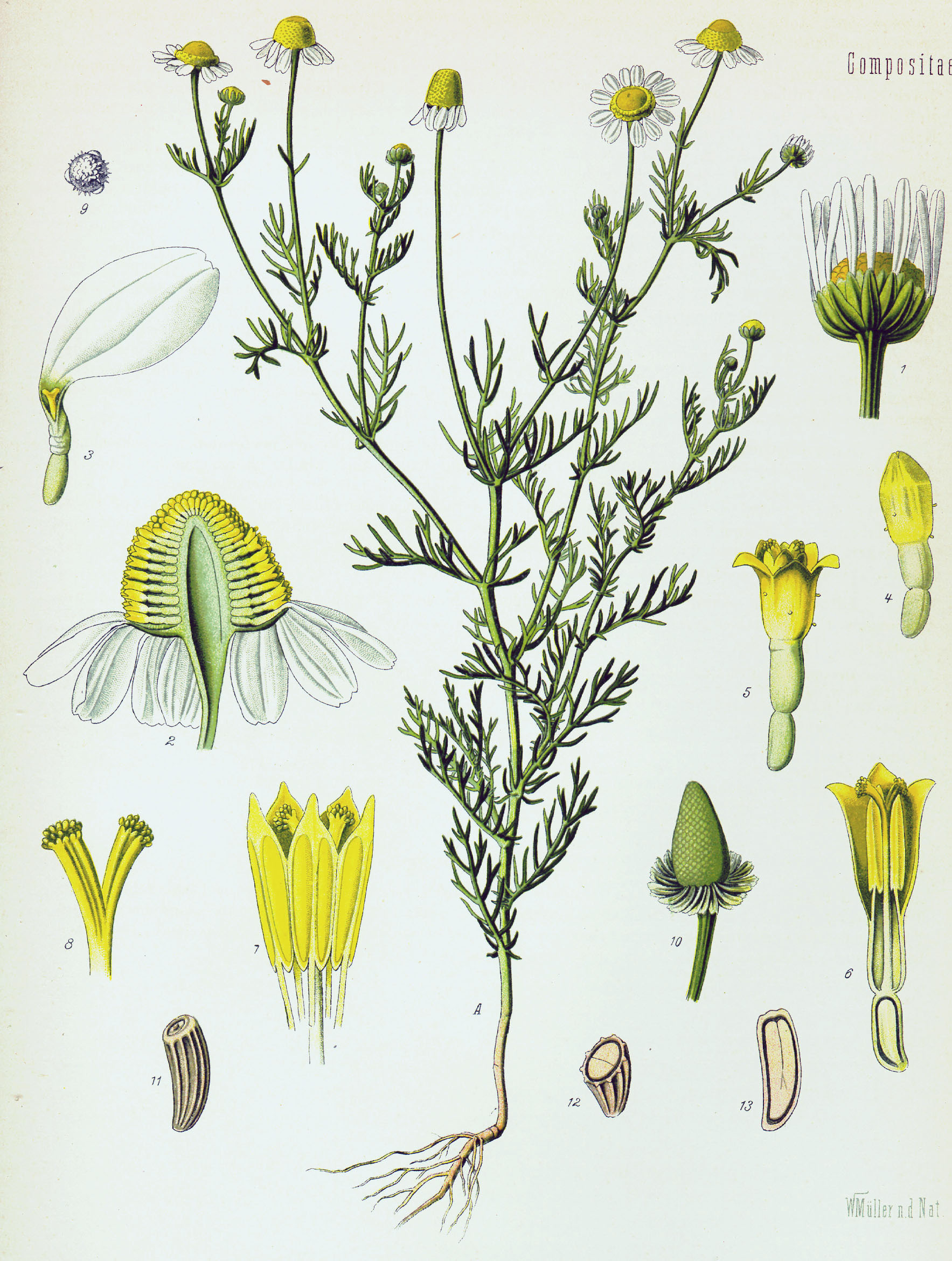
Orvosi kamilla
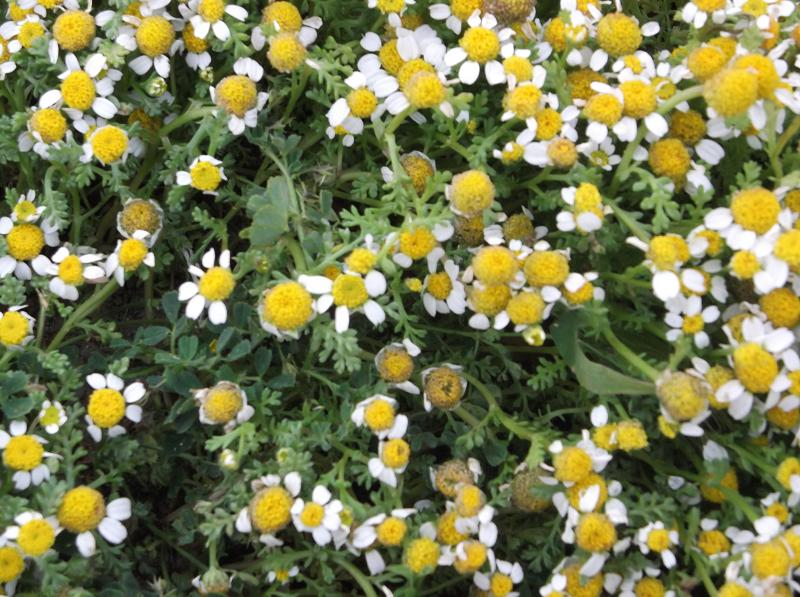
Csoportosulása Máltán
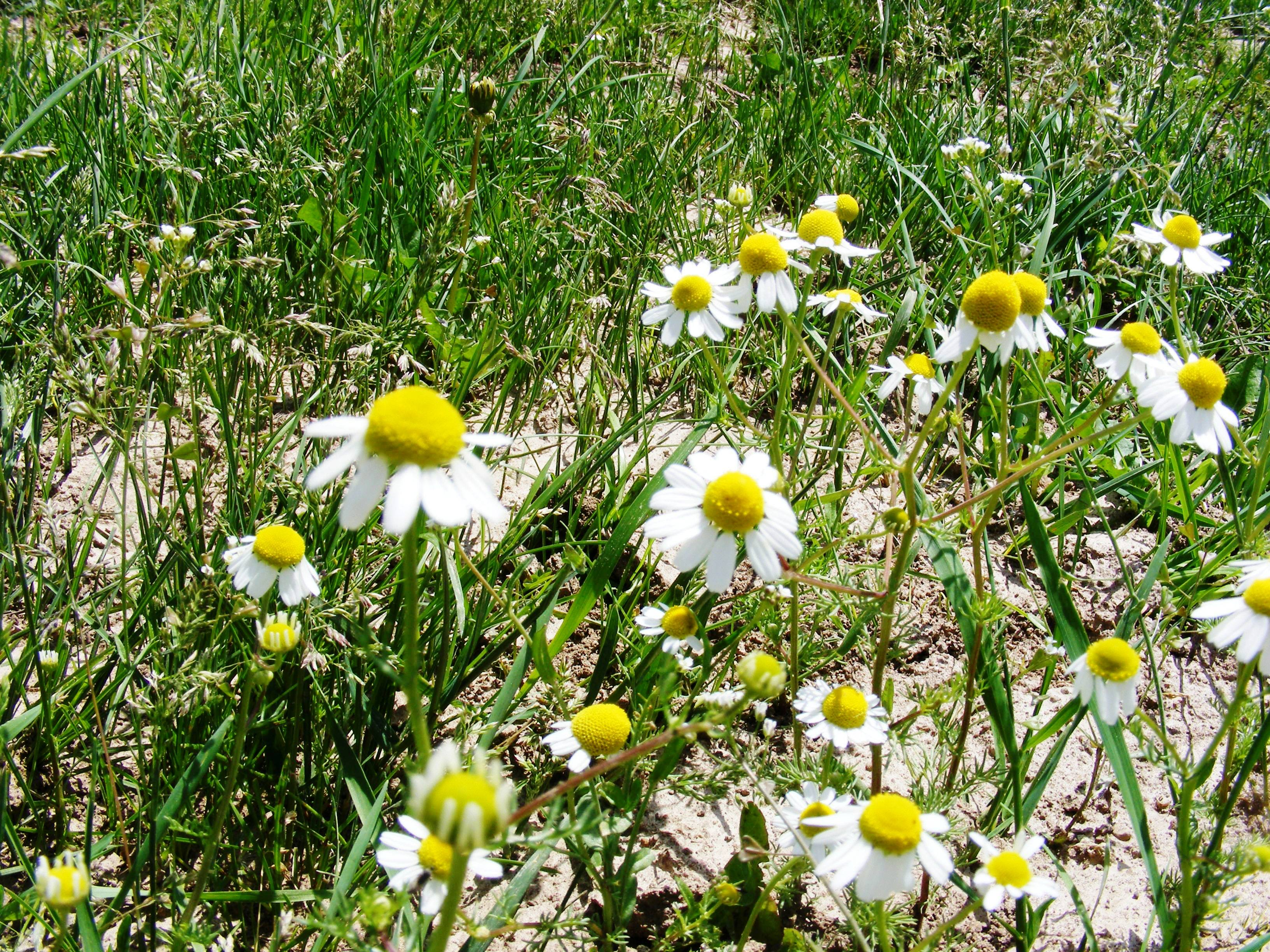
Csíksomlyó hegyén
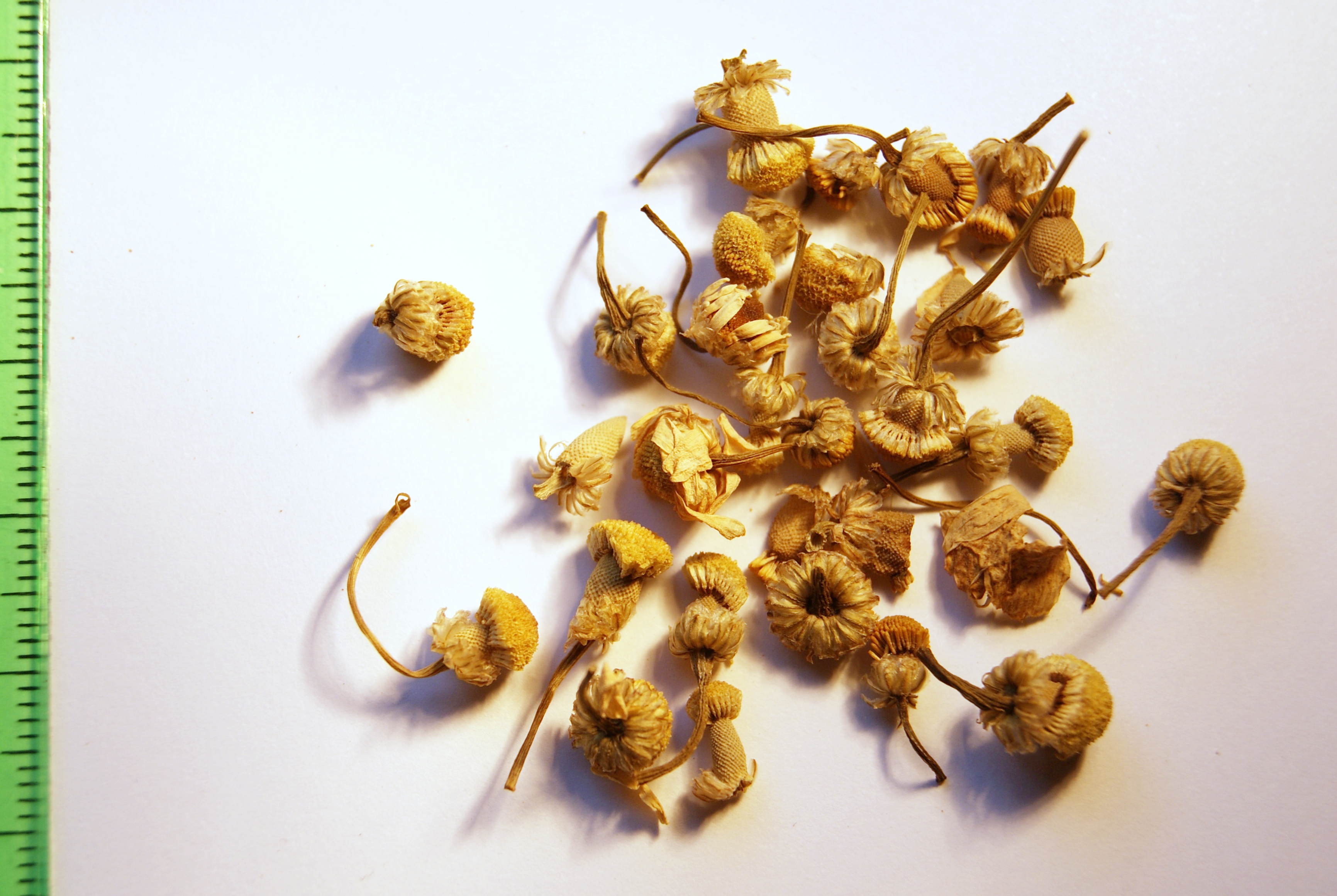
Szárított kamillavirágzat